# Милић Јовановић
Милић Јовановић (Крушар, 1958) српски је филмски и позоришни глумац.

## Биографија
Рођен 1958. године у Крушару код Ћуприје. Од 1978. до 1983. године члан је Народног позоришта „Стерија“ у Вршцу.
Од 1983. године стално је ангажован у Књажевско-српском театру у Крагујевцу. Учествовао у поемама Туговање М. Стојиловића, Молитва за Крагујевац М. Гавриловића и Плави лептир Р. Бернса на Великом школском часу у Шумарицама, те у мјузиклу Дом за вешање Емира Кустурице. Остварио је улоге у ТВ филму Пет хиљада метара са препрекама, играним филмовима Рингераја и Енклава, те у ТВ серијама Сељаци, Село гори а баба се чешља и Сумњива лица.

## Улоге
У Књажевско-српском театру остварила следеће улоге:
- Будимир (Д. Кнежевић, Како се може умрети у сну),
- Роман (М. Настасијевић, Код „Вечите славине“),
- Полицајац (С. Мрожек, Полицајци),
- Костја (Н. Р. Ердман, Самоубица),
- Милош (В. Јовичић, Био једном један човек),
- Фернандо (Ј. Вујић, Фернандо и Јарика),
- Конрад Липке (М. Илић, Валцер поручника Нидригена),
- Боштјан Зупанчич (С. Селенић, Косанчићев венац 7),
- Први гимназист (Б. Глишић, Велика битка),
- Анастас (Ј. Плевнеш, Југословенска антитеза),
- Наце, Кондуктер, Уајлд Фрид,
- Јанг-ци (Б. Нушић, Пут око света),
- Келнер (Р. Павловић, Шовинистичка фарса),
- Тетовирач (Г. Стефановски, Тетовиране душе),
- Боћка (Г. Михић, Врата дома),
- Деметар (В. Шекспир, Сан летње ноћи),
- Микан Бесни (Д. Ковачевић, Свети Георгије убива аждаху),
- Милиционер (Д. Ковачевић, Клаустрофобична комедија),
- Обрад (С. Селенић, Ружење народа у два дела),
- Арапин, Чауш, Турчин и Секретар (Н. Илић, Боже мили, чуда великога),
- Витја (Љ. Разумовска, Драга Јелена Сергејевна),
- Јоца (Б. Зечевић, 1918),
- Дају све ОД себе (Д. Радовић, Све је зезање – без зезања),
- Млинарев син (К. Стојановић, Мала принцеза),
- Црквењак (Ј. Радуловић, Голубњача),
- Влада Револуција (Б. Зечевић, 1968),
- Млади принц Бугрелав (А. Жари, Краљ Иби),
- Ханс Рилов (Ф. Ведекинд, Буђење пролећа),
- Најмлађи син (И. Панић, Сад се смеј, Сотире),
- Невен Воћар (Р. Куни, Бриши од своје жене),
- Џорџ Пиџон (Р. Куни, Бриши од свог мужа – Покварењак),
- ***** (Д. Дачић, Од Растка до Светог Саве),
- Народ (Д. Максимовић, Земља јесмо),
- Хералд (В. Шекспир, Краљ Лир),
- Недељко, Предраг, Балша и Жарко Жак Муждека (Д. Бошковић, Бриши од свога брата),
- Милан Срећковић (С. Ковачевић, Српска драма),
- Младен Ђаковић (Б. Нушић, Покојник),
- Малиша (Б. Трифуновић, Цар и пастир),
- Војвода Мишић (Б. Ковачевић, Balkan Boy),
- Мића Официр (Д. Ковачевић, Лимунација),
- Галијот (Г. Михић, Осмех анђела),
- Ерни (Г. Михић, Балкан експрес),
- Јован (Ј. С. Поповић, Покондирена тиква),
- Посилни наредника Драгана – Живорад (С. Јаковљевић, На леђима јежа),
- Човек (В. Савић, Чујеш ли, мама, мој вапај!?),
- Пацијент (Д. Ковачевић, Шта је то у људском бићу што га води према пићу),
- Син Подољца (М. Настасијевић, Код Вечите славине),
- Сагредо (Б. Брехт, Галилејев живот), и остали (Ђ. Милосављевић, Искористи дан),
- Матје (Ж. Фејдо, Хотел „Слободан промет“),
- Јоаким Вујић (М. Јеремић, Милош Велики),
- Весели човек и Родриг (Л. Андрејев/А. Червински/С. Бекет, Реквијем),
- Јоаким Вујић (Ђ. Милосављевић, Контумац или Берман и Јелена),
- Кандидат (Ј. Л. Карађале, Карневалски призори),
- Милован Видаковић (Р. Дорић, Чудо по Јоакиму),
- Пуковник Вишњевски (М. Црњански, Сеобе),
- Вук Караџић (Д. Поповић, Конак у Крагујевцу),
- Пера Писар (Б. Нушић, Госпођа министарка),
- Фред и Судија (Х. Пинтер/Х. Милер/Платон, Клуб Нови светски поредак),
- Јован Гаћеша (Н. Брадић, Ноћ у кафани Титаник),
- Алфи (Р. Бин, Један човек, двојица газда),
- Поротник 12 (Р. Роуз, Дванаесторица гневних људи, копродукција са Босанским народним позориштем из Зенице и Казалиштем Вировитица),
- Доктор Нино Пулејо и Господин Тото (Л. Пирандело, Човек, звер и врлина),
- Судија Тејлор (Х. Ли, Убити птицу ругалицу),
- Ђорђе Генчић (Г. Марковић, Зелени зраци),
- Димитрије (Н. Брадић, Принцип суперстар – Месечари),
- Лопов Саватије (Б. Ћопић, Башта сљезове боје),
- Петар Дуња (В. Шекспир, Сан летње ноћи),
- Петар (Ј. С. Поповић, Кир Јања).

## Режије
- Лепотица Линејна М. Макдоне, Књажевско-српски театар,
- Преваранти у сукњи К. Лудвига, Књажевско-српски театар,
- У Позоришту за децу у Крагујевцу режирао је представе
- Свемиронична бајка И. Бојовића, Позориште за децу у Крагујевцу,
- Пут по свету на тротинету Т. Николетића Позориште за децу у Крагујевцу,
- Црвенкапа и збуњени вук Р. Павелкића, Позориште за децу у Крагујевцу,
- Сироти мали хрчки Г. Михића у копродукцији „Шелтер“ сцене и Звездара театра,
- Поема Стефан и Проказа Ђ. Милосављевића (Дани духовног преображења, Деспотовац),
- Поема Човечанство нека погледа на сат Б. Милановића (Велики школски час, Шумарице).
- Режија у аматерским театрима (Позориште јагодинске гимназије, СКЦ Крагујевац), за које је освојио више награда, између осталих и Награду „Веља Мацут“ за несебичан допринос аматерском позоришном стваралаштву на Фестивалу академских позоришта Србије у Новом Саду. Један је од оснивача „Шелтер“ сцене која делује при Савезу драмских уметника Србије од 1999. године.
- Општа болница, по тексту Христа Бојчева, поводом 60 година постојања Друштва за културу Каблови - Јагодина (2012)

## Награде
- Позоришним сусретима „Јоаким Вујић“ награђен је за улогу Јоце (1918) у Шапцу 1990,
- Награда за улогу Алфија (Један човек, двојица газда) у Лазаревцу 2013. године,
- Добитник је и четири Годишње награде у матичној кући: за улоге Млади принц Бугрелав (Краљ Иби), Ханс Рилов (Буђење пролећа) и Влада Револуција (1968) 1991. године; Невен Воћар (Бриши од своје жене), Најмлађи син (Сад се смеј, Сотире) и Џорџ Пиџон (Бриши од свог мужа) 1992. године; Недељко, Предраг, Балша и Жарко Жак Муждека (Бриши од свога брата) и Милан Срећковић (Српска драма) 1995. године и Пера Писар (Госпођа министарка) 2008. године,
- Награђен је као део ансамбла Наградом за колективну игру (Клуб Нови светски поредак) на Јоакимфесту у Крагујевцу 2009. године.

## Филморафија
| Год.       | Назив                                   | Улога \|- style="background: Lavender; text-align:center; " | 1980.е | 1980.е | 1980.е | 1980.е |
| 1989.      | Пет хиљада метара са препрекама ТВ филм | /                                                           |        |        |        |        |
| 2000.е     |                                         |                                                             |        |        |        |        |
| 2002.      | Рингераја                               | Пандур 1 (у панталонама)                                    |        |        |        |        |
| 2008 2009. | Сељаци ТВ серија                        | Лаза / Синиша                                               |        |        |        |        |
| 2010.е     |                                         |                                                             |        |        |        |        |
| 2009 2010. | Село гори, а баба се чешља ТВ серија    | Гинеколог                                                   |        |        |        |        |
| 2015.      | Енклава                                 | Имам                                                        |        |        |        |        |
| 2016.      | Сумњива лица ТВ серија                  | Гост 1                                                      |        |        |        |        |